# King's et Albert
King's et Albert était une circonscription électorale fédérale du Nouveau-Brunswick, au Canada, dont le représentant a siégé à la Chambre des communes de 1903 à 1914. 

## Histoire
Cette circonscription a été créée en 1903 par la fusion des circonscriptions de Kings et d'Albert.
En 1914, elle a été abolie et a été répartie entre les circonscriptions de Royal et de Saint-Jean—Albert.

## Liste des députés successifs
Cette circonscription fut représentée par les députés suivants :
|  | Législature | Date élection     | Député                    | Profession | Parti        |
|  | ----------- | ----------------- | ------------------------- | ---------- | ------------ |
|  | 10e         | 3 novembre 1904   | George William Fowler     | Avocat     | Conservateur |
|  | 11e         | 26 octobre 1908   | Duncan Hamilton McAlister | Médecin    | Libéral      |
|  | 12e         | 21 septembre 1911 | George William Fowler     | Avocat     | Conservateur |